# 48.º distrito electoral de Chile (1990-2018)

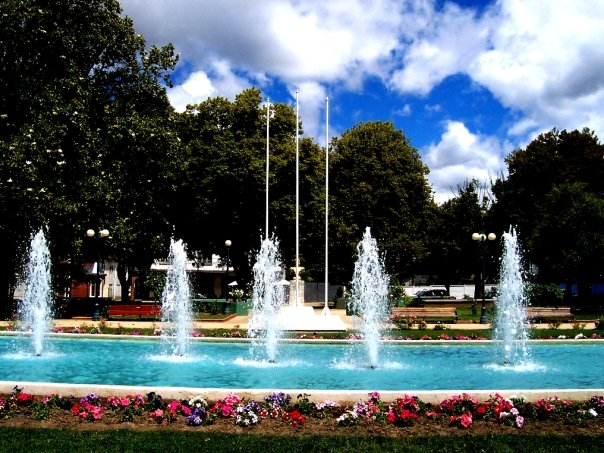
Angol, con 52.000 habitantes es la capital de la Provincia de Malleco y la ciudad más poblada del distrito.

El Distrito Electoral N° 48 fue una demarcación territorial de carácter electoral correspondiente a la división electoral del territorio de Chile, vigente entre 1990 y 2018, que junto a los distritos 49, 50, 51 y 52 uno en los cuales se  divididía la Región de La Araucanía. El Distrito N° 48 conformaba junto al Distrito N° 49 la XIV Circunscripción Senatorial Araucanía Norte.
La población del distrito alcanzaba una población de 142.784 habitantes a 2016, siendo las comunas más importantes en términos demográficos, Angol, Collipulli y Traiguén. La superficie territorial fue de 6.572,4 km². El distrito era eminentemente rural, con actividades como la forestal y la agrícola. 
Los diputados para el LIV periodo legislativo del Congreso Nacional, comprendido entre el 11 de marzo de 2014 y el 11 de marzo de 2018, fueron Mario Venegas (DC) y Jorge Rathgeb (RN).

## Composición
El distrito estuvo compuesto por ocho de las 11 comunas de la Provincia de Malleco.
- Angol
- Collipulli
- Ercilla
- Los Sauces
- Lumaco
- Purén
- Renaico
- Traiguén

## Nueva división electoral
Desde las elecciones de noviembre de 2017 el distrito 48 y 49 conforma el nuevo distrito N° 21 que elige a cuatro diputados.
- Datos: Q30912330